# Tomice
Tomice jsou obcí nacházející se v okrese Benešov ve Středočeském kraji, v pásu mezi vodní nádrží Švihov (Želivka) a dálnicí D1, mezi obcemi Loket a Dolní Kralovice. Žije zde 126 obyvatel.

## Historie
První písemná zmínka o obci pochází z roku 1352.

### Územněsprávní začlenění
Dějiny územněsprávního začleňování zahrnují období od roku 1850 do současnosti. V chronologickém přehledu je uvedena územně administrativní příslušnost obce v roce, kdy ke změně došlo:
- 1850 země česká, kraj Pardubice, politický okres Ledeč, soudní okres Dolní Kralovice[4]
- 1855 země česká, kraj Čáslav, soudní okres Dolní Kralovice
- 1868 země česká, politický okres Ledeč, soudní okres Dolní Kralovice
- 1939 země česká, Oberlandrat Německý Brod, politický okres Ledeč nad Sázavou, soudní okres Dolní Kralovice[5]
- 1942 země česká, Oberlandrat Tábor, politický okres Ledeč nad Sázavou, soudní okres Dolní Kralovice[6]
- 1945 země česká, správní okres Ledeč nad Sázavou, soudní okres Dolní Kralovice[7]
- 1949 Jihlavský kraj, okres Ledeč nad Sázavou[8]
- 1960 Středočeský kraj, okres Benešov
- 2003 Středočeský kraj, okres Benešov, obec s rozšířenou působností Vlašim

### Rok 1932
Ve vsi Tomice (369 obyvatel) byly v roce 1932 evidovány tyto živnosti a obchody: bednář, hostinec, kolář, kovář, krejčí, 3 obuvníci, obchod se smíšeným zbožím, Spořitelní a záložní spolek pro Tomice, Střítež, Příseku, Brzotice, Dolní Kralovice a Vraždovy Lhotice, švadlena, trafika.
| Rok            | 1869 | 1880 | 1890 | 1900 | 1910 | 1921 | 1930 | 1950 | 1961 | 1970 | 1980 | 1991 | 2001 | 2011 | 2021 |
| -------------- | ---- | ---- | ---- | ---- | ---- | ---- | ---- | ---- | ---- | ---- | ---- | ---- | ---- | ---- | ---- |
| Počet obyvatel | 321  | 362  | 356  | 381  | 389  | 369  | 369  | 289  | 279  | 225  | 199  | 138  | 130  | 130  | 134  |
| Počet domů     | 48   | 51   | 50   | 60   | 61   | 60   | 69   | 66   | 61   | 55   | 53   | 53   | 54   | 54   | 56   |

## Pamětihodnosti
- Kaplička z roku 1927

## Doprava
Dopravní síť
- Pozemní komunikace – Do obce vedou silnice III. třídy. Ve vzdálenosti 4 km prochází dálnice D1 s exitem 66 (Loket)

- Železnice – Železniční trať ani stanice na území obce nejsou.

Veřejná doprava 2012
- Autobusová doprava – V obci zastavovaly autobusové linky jedoucí např. do těchto cílů: Benešov, Čechtice, Dolní Kralovice, Ledeč nad Sázavou, Praha, Trhový Štěpánov, Vlašim, Zruč nad Sázavou.

## Turistika
Obcí vede cyklotrasa č. 0083 Dolní Kralovice - Tomice - Křivsoudov.